# 黒猫同盟TOUR 2024 めざせ!モンマルトル
黒猫同盟TOUR 2024 めざせ!モンマルトル（クロネコドウメイツアー2024メザセモンマルトル）は、日本の音楽ユニット黒猫同盟のコンサート・ツアー。このツアーは2024年の春に開催された。

## 概要
- 黒猫同盟TOUR 2024 めざせ!モンマルトルは黒猫同盟が2024年の猫の日にあたる2月22日にリリースした「ムーランルージュの黒猫」の楽曲を中心に美術館のエントランスロビーや映画館、能楽堂などライブハウスク以外の会場でも実施したツアー。初日はボーカルの小泉今日子の42周年のデビュー記念日でもあった。[1]

## セットリスト
- Un chat noir
- Talking Cat
- UNDEUX
- ネコロノーム
- ウンザリーネ
- HOME TOWN
- チーズの船
- チーズの湖畔
- 星降る夜に傘の下で
- 異国の窓辺(4/13以外)
- ニャー
- 巴里のおてんば娘
- プロヴァンスで夜更かし

En
- 東の島にネコがいたVol.3
- DING DONG DASH
- あなたに会えてよかった(3/21のみ)

## ツアー日程[1]
2024年3月21日から2024年4月25日、全国13都市16公演。4月16日は途中で追加された。
| 日付（2024年） | 都道府県 | 会場                            | 補足  |
| -------------- | -------- | ------------------------------- | ----- |
| 3月21日        | 京都府   | 京都磔磔                        |       |
| 3月22日        | 京都府   | 京都磔磔                        |       |
| 3月24日        | 宮城県   | 誰も知らない劇場                | 2公演 |
| 3月28日        | 長崎県   | 長崎県美術館 エントランスロビー |       |
| 3月30日        | 福岡県   | 大濠公園能楽堂                  |       |
| 3月31日        | 熊本県   | 熊本B.9 V1                      |       |
| 4月9日         | 長野県   | 上田映劇                        |       |
| 4月13日        | 東京都   | ビルボードライブ東京            | 2公演 |
| 4月14日        | 栃木県   | HEAVEN'S ROCK宇都宮VJ-2         |       |
| 4月16日        | 静岡県   | LIVE ROXY SHIZUOKA              |       |
| 4月18日        | 愛知県   | ボトムライン                    |       |
| 4月19日        | 大阪府   | 味園ユニバース                  |       |
| 4月20日        | 広島県   | 広島ゲバントホール              |       |
| 4月25日        | 北海道   | ペニーレーン24                  |       |

## バンドメイト[2]
- ヴォーカル: 小泉今日子
- ベース: 上田ケンジ
- ギター: akkin
- ドラム: 小関純匡
- キーボード: 奥野真哉

（出典:
)